# Eulepidotis holoclera
Eulepidotis holoclera är en fjärilsart som beskrevs av Dyar 1914. Eulepidotis holoclera ingår i släktet Eulepidotis och familjen nattflyn. Inga underarter finns listade i Catalogue of Life.